# 16498 Passau
16498 Passau è un asteroide della fascia principale. Scoperto nel 1990, presenta un'orbita caratterizzata da un semiasse maggiore pari a 2,770443 UA e da un'eccentricità di 0,103630, inclinata di 17,258424° rispetto all'eclittica. Ha un diametro di 6,550 km, un periodo di rotazione di 4,87626 ore e un'albedo di 0,312.
Fa parte della famiglia di asteroidi Watsonia.
È dedicato alla città tedesca di Passau.